# جور بريموراتش
جور بريموراتش هو لاعب كرة قدم كرواتي في مركز الدفاع، ولد في 10 ديسمبر 1981 في سبليت في كرواتيا. لعب مع ستاد رين ونادي سيليك زينيكا ونادي كان ونادي كريتيل.